# Buick Roadmaster
Buick Roadmaster - це автомобіль, який вивотовлявся компанією Buick з 1936 по 1958 рік, і знову з 1991 по 1996 рік. Roadmaster, виготовлені між 1936 і 1958 роками, будувались на найдовшій нелімузіновій колісній базі Buick і ділилися своєю базовою структурою з початковим рівнем Cadillac і, після 1940 року з старшими автомобілями Oldsmobile. У період з 1946 по 1957 рік Roadmaster був флагманом Buick.
Коли виробництво моделі було відновлено протягом 1991-1996 модельних років, він став найбільшим транспортним засобом марки. Седан Roadmaster протягом своїх восьми попередніх поколінь будувався на платформі C-body, а теперішнє покоління вперше в історії отримало платформу B-body. Автомобіль був на 10 дюймів (254 мм) довший, на 5 дюймів (127 мм) більша колісна база, ніж у Buick Park Avenue, збудованого на платформі C-body. Він також був більшим як в колісній базі (2 дюйма (51 мм)) і загальній довжині (6 дюймів (152 мм)), ніж Cadillac DeVille (K-body).

## Восьме покоління (1990-1996)

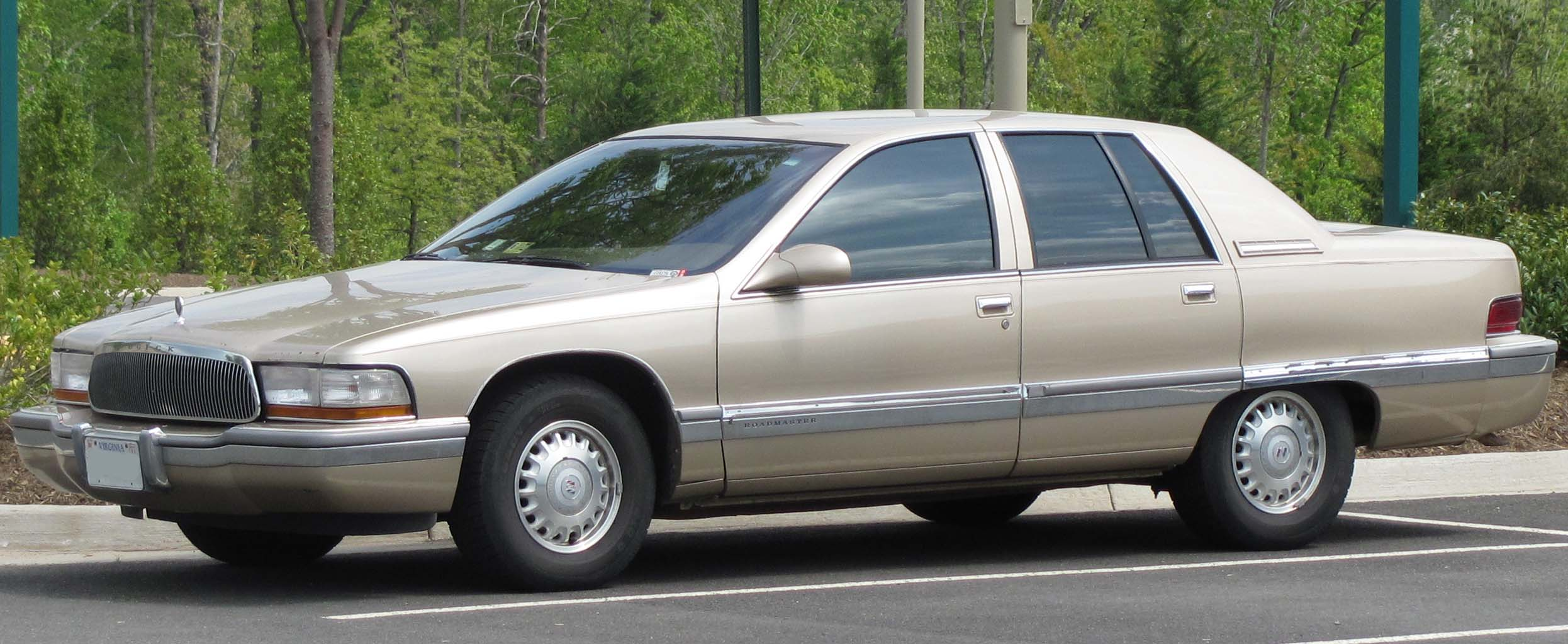
Buick Roadmaster 8

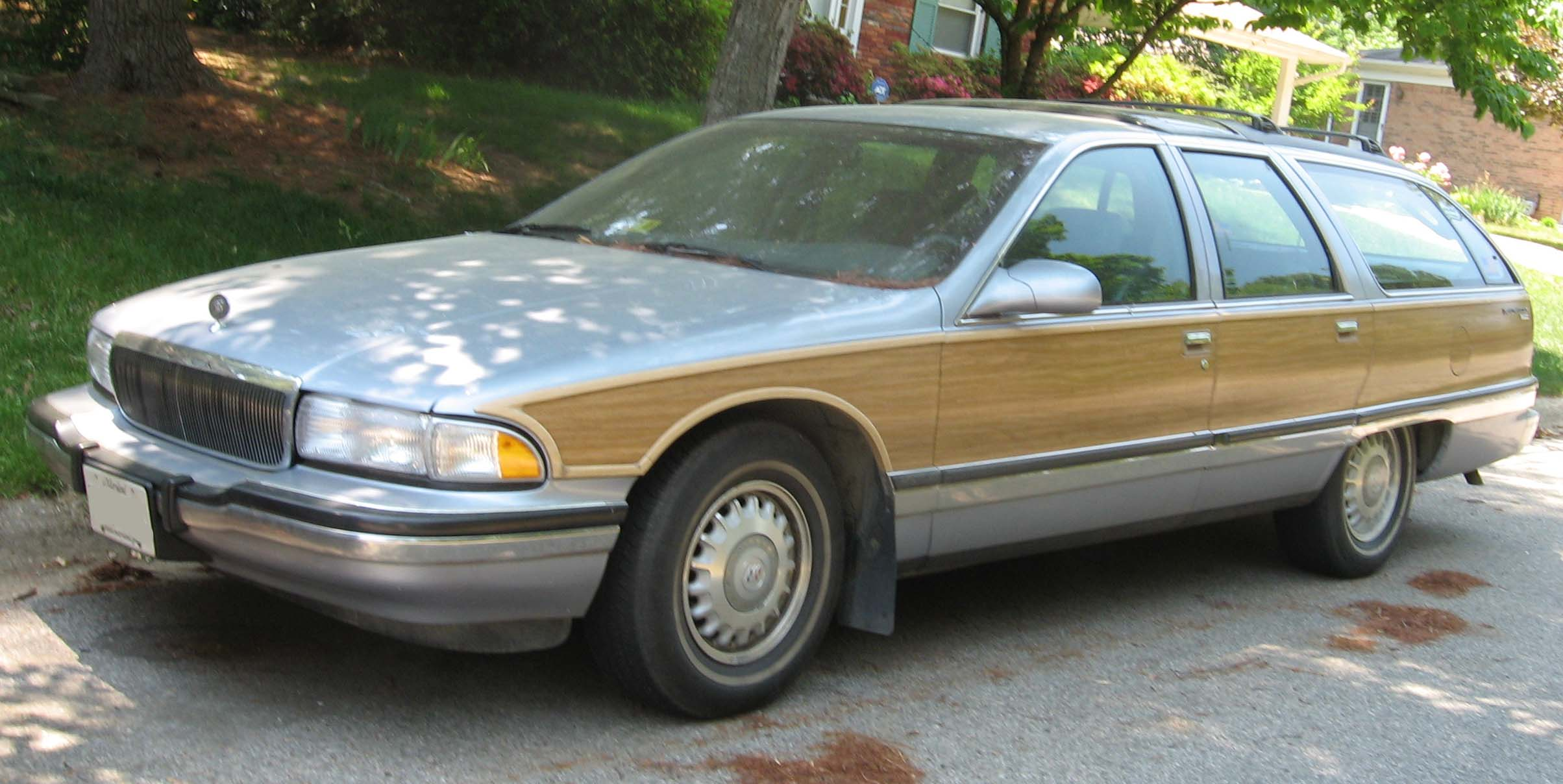
Buick Roadmaster Estate Wagon

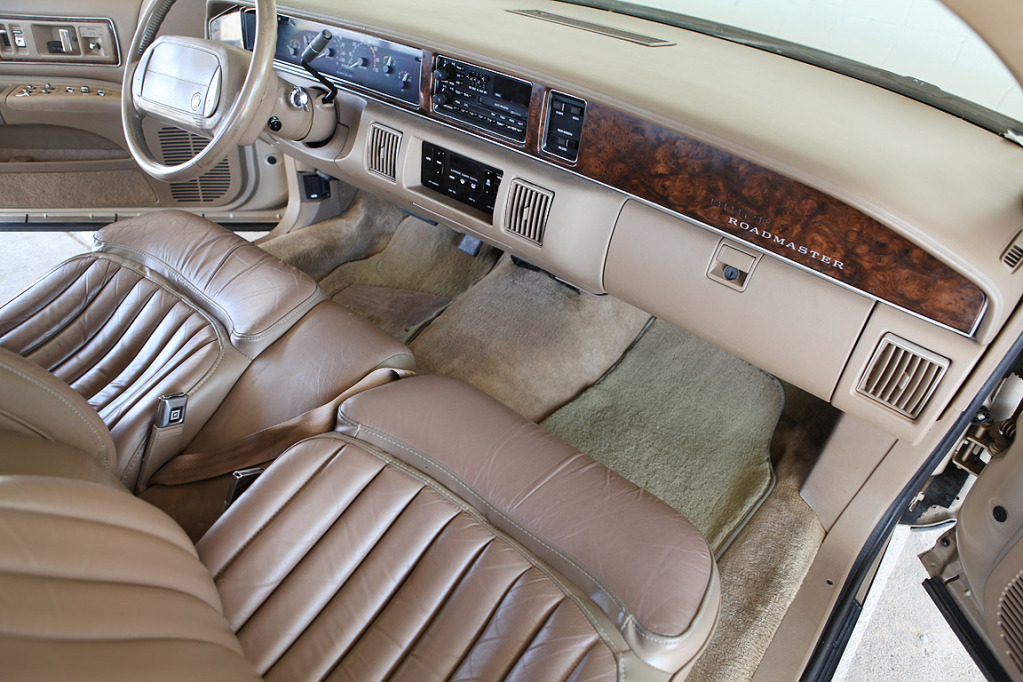

У 1990 році Buick відродив легендарне ім'я Roadmaster для універсала, побудованого на платформі B-body, замінивши Estate Wagon в своєму модельному ряду. Buick Roadmaster Estate Wagon використовував 2940 міліметрову колісну базу від Estate Wagon 1977, внаслідок чого і отримав це ім'я. В 1991 році Roadmaster в кузові седан доповнив поки єдину на той час модифікацію в кузові універсал, причому седан на відміну від універсалу мав кузов, що збирається з листів металу власного виробництва, хоча він поділяв деякі кузовні частини з іншими повнорозмірними моделями General Motors. Roadmaster Estate Wagon був дещо зміненою версією Chevrolet Caprice Station Wagon (також і автомобіля-близнюка Oldsmobile Custom Cruiser). Всі 3 варіанти різнилися головним чином дизайном решітки радіатора і обробкою салону.
Кузов нового Buick Roadmaster був доступний в двох варіантах - седан і універсал. Модель пропонувалася з дуже потужними в той час восьмициліндровими двигунами, об'ємом 5,0 і 5,7 літра і, подібно до сучасного мінівену Buick GL8, оснащувалася 4-ст. автоматичною коробкою передач. Найдорожча модифікація Buick Roadmaster з двигуном 5,7 літра розвивала потужність в 264 кінських сил.
Модель пропонувалася в двох варіантах - базова версія і обмежена з приставкою Limited. В оснащенні обох комплектацій входили фронтальні подушки безпеки, ABS, кондиціонер, електроприводи дверних замків і стекол, а також протиугінна система. У версію Limited входила система доступу без ключа і підігрів дзеркал.

### Двигуни
- 5.0 L L03 V8
- 5.7 L L05 V8
- 5.7 L LT1 V8 264 к.с.